# Вудіння

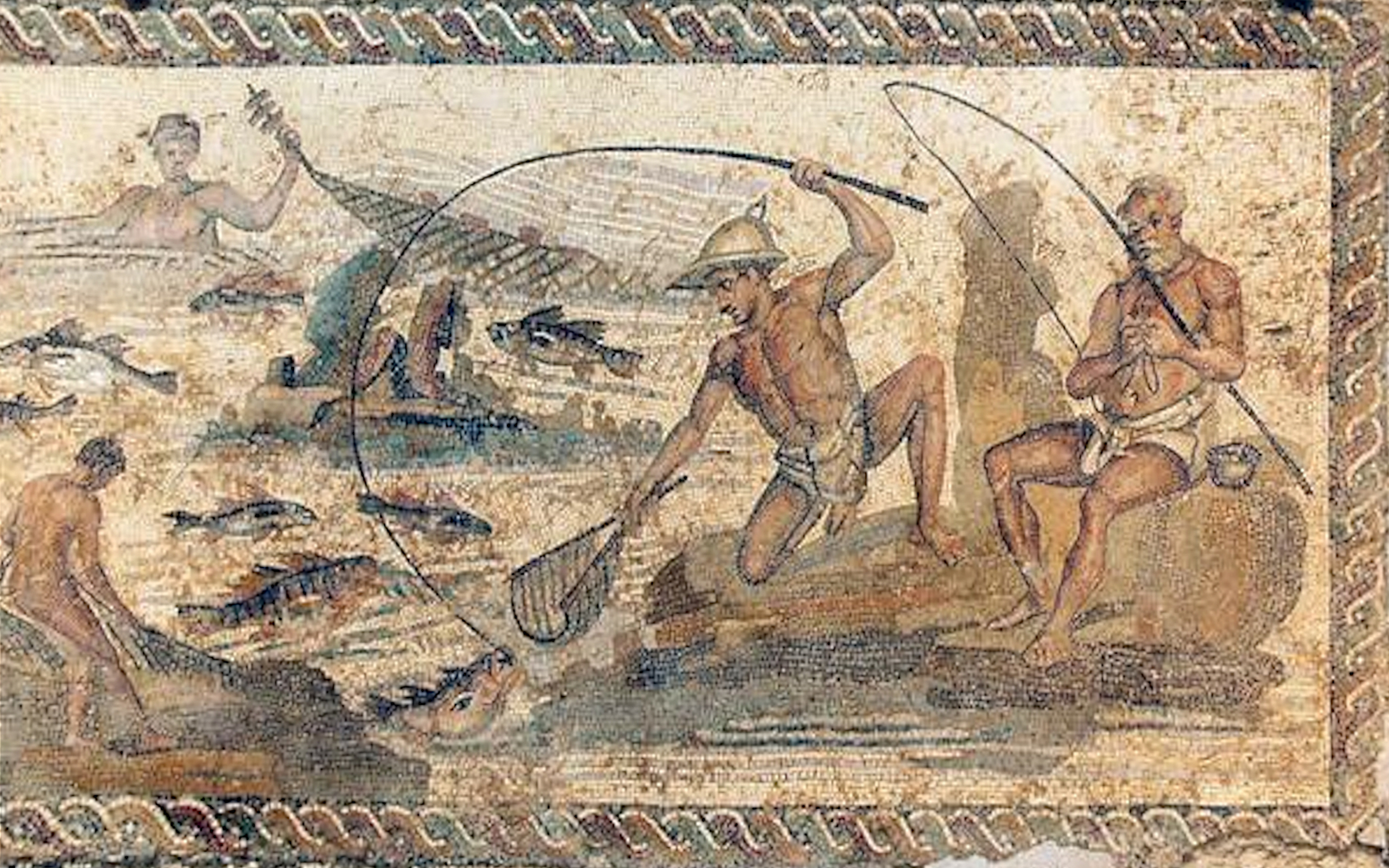
Вудіння в 1 столітті нашої ери. Лепцис Магна, Національний музей Триполі.

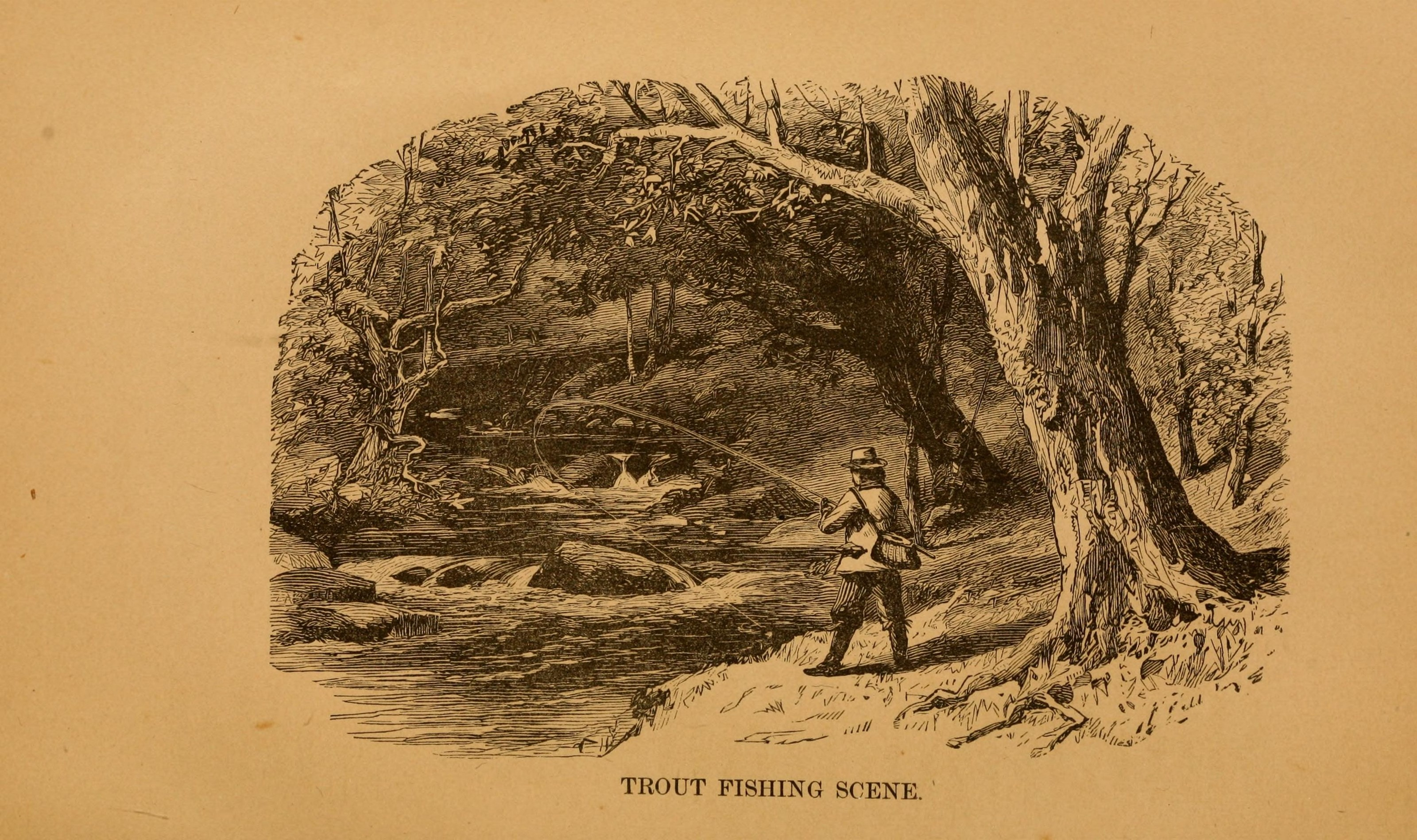
Риболовля з вудкою

Вудіння — це спосіб лову риби за допомогою рибальського гачка або «кутника». Гачок прикріплюється до волосіні, якою зазвичай керують за допомогою вудки, хоча також існують методики без вудилищ, як-от маніпулювання. Сучасні вудки зазвичай оснащені рибальською котушкою, яка функціонує як кривошип, пристрій для зберігання, витягування та вивільнення волосіні, хоча риболовля Танкера та ловля на тростину — це два способи лову вудкою, які не використовують котушку. Сам гачок може бути додатково обтяжений снастю, який називається грузило, і зазвичай оснащений апетитною наживкою, щоб приманити рибу, але іноді замість одного гачка використовується неїстівна підробка, відома як приманка або блешня з кількома прикріпленими гачками. Індикатор покльовування, такий як поплавок або наконечник сагайдака, часто використовується для передачі підводного стану гачка на поверхню.
Під час риболовлі рибалка спочатку закидає гачок на вибрану ділянку води, а потім терпляче чекає, поки риба атакує і заковтне приманку. Також нерідко рибалки розкидають приманку навколо місця ловлі, перш ніж навіть закинути гачок, щоб краще залучити рибу ароматами. Якщо риба проковтнула гачок («вкусила» або «вдарила»), вістря гачка закріпляється всередині риб’ячого рота, стравоходу або зябер, а риба, у свою чергу, стає міцно прив’язаною до вудки. Після того, як риба потрапила на гачок, будь-яка боротьба та спроби втекти будуть тягнутися вздовж волосіні, подаючи сигнали рибалці. Під час витягування волосіні рибалка буде уважно стежити за натягом волосіні, щоб уникнути обриву. Якщо риба сильна та витривала, рибалці може знадобитися тимчасово зупинити або навіть змінити пошук волосіні, щоб продовжити час боротьби та втомити рибу (тобто «прогуляти» рибу), перш ніж підтягнути її досить близько, щоб зрештою витягти з води. Іноді для полегшення витягування риби з води використовується ручна сітка (відома як «сачок»).
Вудіння є основним методом спортивного лову, але промислове рибальство також використовує такі методи, як ярус або тролінг. Рибалки-любителі все частіше практикують рибалку «зловити та відпустити». У багатьох частинах світу обмеження розміру риби застосовуються до певних видів, тобто риба нижче та/або вище певного розміру за законом повинна бути звільнена живою після вилову.
Види спортивної риби, яку виловлюють рибалки, змінюються залежно від географії. У Європі багато рибалок ловлять такі види, як короп, щука, лящ, лин, краснопірка, плітка, окунь звичайний, сом і мурена. У Північній Америці найпопулярніші види прісноводної риби включають окуня, щуку/щуку-маскінонг, судака, жовтого окуня, форель і прохідного лосося, тилапіяю та ін.

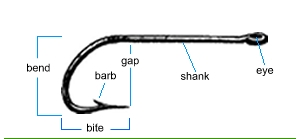
Рибний гачок.

## Приманки
У вудінні використовуються два типи приманок: приманка, яку окремо кидають у воду, щоб притягувати далеку рибу ближче; і приманка, яка насправді прикріплюється до рибальського гачка, щоб спонукати рибу проковтнути. У розмовній мові слово «приманка» відноситься саме до приманок, які можна розділити на дві основні категорії: природні або штучні.

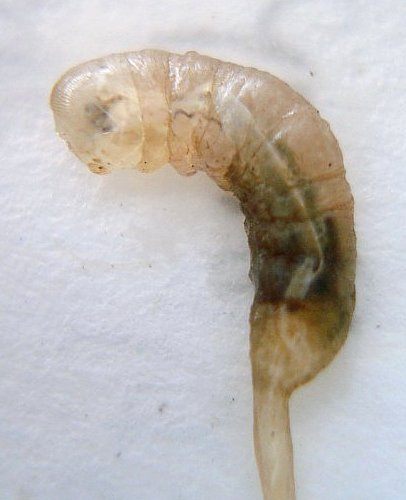
Щурохвостий опариш є популярною приманкою для риб

Натуральні приманки — це речі, які присутні в природному раціоні риби. Риболов як приманку, за деякими винятками, буде використовувати звичайну здобич цільової риби як атрактант. Природна приманка, що використовується, може бути живою або мертвою, а приманка, виготовлена з частин мертвої приманки, відома як наживка. Звичайні природні приманки як для прісної, так і для морської риболовлі включають черв'яків, п'явок, гольянів, жаб, саламанд, восьминогів/кальмарів, комах, креветок, раків і навіть крабів. Натуральні приманки ефективні завдяки справжній текстурі, запаху та кольору представленої приманки.
Звичайний дощовий черв’як є універсальною живою приманкою для прісноводної риболовлі. Черепашки і опариші також є чудовою приманкою під час лову форелі. Коники, цвіркуни, бджоли і навіть мурахи також використовуються як приманка для форелі в свій сезон, хоча багато рибалок вважають, що форель або ікра лосося перевершує будь-яку іншу приманку.
Раки, на яких полюють різноманітні променепері риби, також зазвичай використовуються як приманки, живі або лише з хвостовим м’ясом. Вони популярні для лову сома, великоротого окуня, малоротого окуня, смугастого окуня, окуня та щуки. Однак дослідження підтвердили, що введення раків за межі їхнього домашнього ареалу призвело до різних екологічних проблем, завдяки яким вони стали інвазійними видами. Транспортування раків як живої приманки також сприяло поширенню тригранки річкової, яка, як відомо, прикріплюються до раків у різних водних шляхах по всій Європі та Північній Америці.
Вилов, транспортування та вирощування риби-приманки (живця) може поширювати шкідливі організми між екосистемами, створюючи для них небезпеку. У 2007 році кілька американських штатів прийняли правила, спрямовані на уповільнення поширення захворювань риб, включаючи вірусну геморагічну септицемію, через приманку. Через ризик передачі Myxobolus cerebralis (вихрова хвороба), форель і лосось не слід використовувати як приманку.
Рибалки можуть збільшити ймовірність зараження, спорожняючи відра з приманкою в місця лову та збираючи або використовуючи приманку неналежним чином. Перевезення риби з одного місця в інше може порушити закон і спричинити впровадження в екосистему чужорідної риби.
Штучні приманки — це приманки, які не отримують безпосередньо природним шляхом. Це можуть бути їстівні корми для риб, які придбані в комерційних цілях (наприклад, бойли), або готові страви, такі як котлети або тісто з різних сумішей (наприклад, рис, манна крупа, кукурудзяне борошно, панірувальні сухарі, горох і рибне борошно тощо), які можна використовувати для залучення всеїдних або рослиноїдних риб.
Штучні приманки, виготовлені з неїстівних матеріалів (наприклад, дерева, металу, силіконової гуми, пластмаси тощо), відомі як блешня, які призначені для імітації живої здобичі (тінь, хробак, жаба, комаха, рак тощо), що залучає хижих риб атакувати. Приманки зазвичай не виділяють ніяких запахів і покладаються виключно на зовнішній вигляд і звуки/вібрації, щоб залучити рибу. Деякі рибальські приманки можуть виглядати, а можуть і не нагадувати здобич, і можуть імітувати спеціальні рухи, щоб надати цільовій рибі привабливий вигляд, наприклад, під час лову нахлистом і лову на товщі води. Багато рибалок вважають за краще рибалити виключно за допомогою приманок, оскільки вони більше покладаються на дії вудилища та котушки користувача, щоб успішно залучати рибу, і, таким чином, є більш інтерактивними та захоплюючими.

## Мотивація
Десятирічне опитування членів рибальського клубу США, завершене в 1997 році, показало, що мотивація розважальної риболовлі змінилася від відпочинку, відпочинку на свіжому повітрі та досвіду лову до важливості сімейного відпочинку. Рибалки з вищими сімейними доходами ловили рибу частіше і менше турбувалися про отримання риби в їжу.
Німецьке дослідження показало, що задоволення, отримане від риболовлі, не залежить від реального улову, а більше залежить від самого очікування вудіння.
Дослідження 2006 року, проведене Департаментом дикої природи та рибальства Луїзіани, відстежило мотивацію рибалок на Червоній річці. Серед відповідей, які найчастіше вказувалися, були задоволення від вудіння, можливість зловити багато риби або дуже велику рибу, виклик та пригоди. Використання в їжу не досліджувалося як мотив.